# Recreation
Recreation (La pícara primavera) es un cortometraje estadounidense con dirección y actuación de Charles Chaplin. Fue estrenado el 13 de agosto de 1914.

## Reparto
- Charles Chaplin - Vagabundo

## Sinopsis
El tema de los idilios en el parque ya tratado en películas anteriores, con sus cortejos, alegrías y caídas en el lago. Alboroto con un policía y con un marino que había aparecido en la película Charlot, pintor. 

## Comentario
Recreation es una película rodada en el parque Westlake para terminar una jornada. Una escena para recordar es cuando Charlot trata de poner sus pies sobre el borde de una cerca y otra cuando el policía lo ve justo cuando está por arrojar un ladrillo. Sin duda Chaplin estaba aprendiendo su oficio y, mientras tanto, iba practicando haciendo las películas que el público de ese momento apreciaba.